# 寬口裂腹魚
寬口裂腹魚（学名：Schizothorax eurystomus）为鲤科弓鱼属的鱼类。分布于锡尔河、阿姆河、泽拉夫善河以及新疆西部和西亚中亚高原山区各河流，如塔什库尔干河阿图什、乌恰、叶尔羌河上游等，多栖息于高原山地流水较急的深水河段。该物种的模式产地在泽拉夫善河支流贾姆河谷。

## 異名
- Racoma eurystoma (Kessler, 1872)

## 扩展阅读
維基物種上的相關：寬口裂腹魚